# Старое Акшино
Старое Акшино — село в Мизерянской сельской администрации Старошайговского района республики Мордовия. Население 62 чел. (2001), в основном русские.
Расположено на прудах, в 4 км от центра сельской администрации (село Мизеряне) и 28 км от железнодорожной станции Хованщина. Название-антропоним: от дохристианского имени Акшай. Родовое имение Б. И. Огарёва, Н. П. Огарёва. С селом связана жизнь Н. А. Тучковой-Огарёвой. Основано предположительно во 2-й половине 16 в. С 1791 в Старом Акшино действовали суконная фабрика, 2 винокуренных завода, каскад прудов, естественно вписавшийся в ландшафт села (сохранился). В 19 в. усадьба включала барский дом со вспомогательными постройками, церковь (1784), парк. В 1848—73 в Старом Акшино жил поэт-переводчик Николай Михайлович Сатин. В «Списке населённых мест Пензенской губернии» (1869) Старое Акшино (Спасское) — село владельческое из 117 дворов Ново-Акшинской вольницы Инсарского уезда. По данным 1912, в селе — паровой винокуренный завод З. М. Борисовой, ЦПШ, вальцовая и ветряная мельницы.
В современном селе — отделение СХА им. Огарёва; начальная школа, библиотека, клуб, медпункт, магазин; памятник воинам, погибшим в годы Великой Отечественной войны; Огарёвская аллея из столетних лип и лиственниц.
Старое Акшино — родина поэта, прозаика и драматурга И. И. Мясницкого, хирурга Е. В. Смирнова, полного кавалера ордена Славы А. П. Силантьева, генерального директора ОАО «Мордовглавснаб» Н. А. Туркова.